# Cenová elasticita poptávky
Cenová elasticita poptávky je ekonomický pojem a vyjadřuje citlivost poptávaného množství určitého statku nebo služby na jeho cenu. Jinými slovy vyjadřuje vztah mezi procentní změnou poptávaného množství statku (služby) a procentní změnou ceny poptávaného statku. Vyjadřuje se jako poměr procentní změny množství poptávaného statku k procentní změně ceny. Koeficient se počítá v absolutní hodnotě. 
{\displaystyle {\mbox{cenová}}{\mbox{ elasticita poptávky}}={\frac {\%{\mbox{ změna poptávaného množství}}}{\%{\mbox{ změna ceny}}}}}

## Koeficient cenové elasticity poptávky
Koeficient cenové elasticity poptávky (EDP) udává, o kolik procent se zvýší resp. sníží poptávané množství, když se cena sníží či zvýší o jedno procento. Pokud bychom chtěli být zcela přesní, koeficient elasticity je záporné číslo (změna množství a změna ceny má opačné znaménko). V praxi se pracuje s koeficientem v absolutní hodnotě.

### Vzorec
{\displaystyle E_{DP}={\frac {\mathrm {d} Q}{\mathrm {d} P}}{\frac {P}{Q}},}
kde P je cena poptávaného zboží a Q je poptávané množství.

## Elastická a neelastická poptávka
Podle velikosti koeficientu cenové elasticity poptávky rozlišujeme elastickou a neelastickou poptávku, případně jednotkově elastickou.
Protože poptávané množství se pohybuje opačně než cena, je cenová elasticita poptávky vždy záporná. Výjimkou je pouze Giffenův paradox.
- Neelastická poptávka - hodnota EDP>-1 nebo |EDP|<1. To znamená, že procentní změna ceny vyvolá menší procentní změnu poptávaného množství statku.
- Elastická poptávka - hodnota EDP<-1 nebo |EDP|>1. Znamená, že procentní změna ceny vyvolá větší procentní změnu objemu poptávaného statku.
- Jednotkově elastická poptávka - hodnota EDP=-1 nebo |EDP|=1. Znamená, že procentní změna ceny vyvolá stejnou procentní změnu objemu poptávaného statku.
- Dokonale elastická poptávka - EDP = -{\displaystyle \infty }
- Dokonale neelastická poptávka - EDP = 0

Koeficient cenové elasticity se používá pro stanovení cen. Informace o elastické nebo neelastické poptávce pomáhá maximalizovat příjmy. Pokud je poptávka elastická, snížení prodejní ceny přinese podniku vyšší tržby. V případě neelastické poptávky by snížení ceny efekt nepřineslo.

## Křížová elasticita poptávky
Křížová elasticita poptávky vyjadřuje změnu poptávky zboží A při změně ceny zboží B.
- Kladná hodnota: substituční zboží (růst ceny substitučního statku B vyvolá růst poptávky po statku A, který se stává relativně levnějším)
- Záporná hodnota: komplementární (doplňkové) zboží (růst ceny komplementárního zboží B je provázen snížením poptávky po statku A)